# The Electric Prunes
The Electric Prunes je americká rocková skupina. Proslavila se skladbou „Kyrie Eleison“, která byla použita na soundtracku k filmu Bezstarostná jízda (Easy Rider). Původní členové skupiny byli: Ken Williams, James Lowe, Dick Hargraves, Steve Acoff, Mike Weakley a Mark Tulin.

## Členové
- James Lowe (1965-1968, 1999-dosud)
- Ken Williams (1965-1968, 1999-dosud)
- Steve Kara (2004-dosud)
- Jay Dean (2004-dosud)
- Walter Garces (2006-dosud)
- Dick Hargraves (1965)
- Steve Acoff (1965)
- Preston Ritter (1966)
- James Spagnola (1966-1967)
- Mike Gannon (1967-1968)
- Jeromy Stuart (1968)
- Kenny Loggins (1968)
- John Herron (1969-1970)
- Brett Wade (1969-1970)
- Ron Morgan (1969-1970)
- Mark Kincaid (1969-1970)
- Dick Whetstone (1969-1970)
- Mike Weakley (1965-1966, 1967, 2001)
- Cameron Lowe (2001-2003)
- Mark Moulin (2001-2004)
- Joe Dooley (1967-1968, 2001-2006)
- Mark Tulin (1965-1968, 1999-2011)

## Diskografie

### Studiová alba
- The Electric Prunes (1967)
- Underground (1967)
- Mass in F Minor (1968)
- Release of An Oath (1968)
- Just Good Old Rock and Roll (1969)
- Artifact (2002)
- California (2004)
- Feedback (2006)

### Koncertní alba
- Stockholm (1997/2002)
- The Sanctions / Jim and the Lords: Then Came the Electric Prunes (2000)

### Kompilační alba
- Long Day's Flight (1986)
- The Singles (1995)
- Lost Dreams (2001)
- Artifact (2001)
- Too Much To Dream: Original Group Recordings : Reprise 1966-1967 (2007)

### Různé
- Easy Rider 1969 (jen „Kyrie Eleison“)
- Nuggets: Original Artyfacts from the First Psychedelic Era, 1965–1968 (jen „I Had Too Much To Dream (Last Night)“)
- Pebbles, Volume 2 1978 (jen „Vox Wah-Wah Radio Ad“)
- Rarities: Great Live Concerts 1981

### DVD
- Rewired (DVD) 2002